# Bruno Schwietzke
Bruno Schwietzke (* 21. Juni 1896; † nicht vor 1953) war ein deutscher Schriftsteller.

## Leben
Bruno Schwietzke war tätig in der Werbeabteilung des Verlags Bertelsmann in
Gütersloh. Daneben veröffentlichte er in den Dreißigerjahren erzählende Werke. Sein größter Erfolg war das in mehr als 40000 Exemplaren verbreitete Buch "... starben in Flandern" über die Kämpfe an der Westfront des Ersten Weltkriegs. Schwietzkes Kriegsbücher standen 1946 in der Sowjetischen Besatzungszone auf der "Liste der auszusondernden Literatur". Heute wird er beispielsweise in niederländischen Fachpublikationen als Zeitzeuge für den Ersten Weltkrieg aus deutscher Perspektive rezipiert.

## Werke
- Die Springwurzel. Gütersloh 1937.
- Vor Ypern trommelt der Tod. Gütersloh 1937
- Friedel Lustigs Abenteuer. Gütersloh 1938.
- Im Panzerauto zu den Steinzeitjägern der Sahara. (= Bd. 38 der Spannende Geschichten). C. Bertelsmann Verlag, Gütersloh 1938.
- Richthofen und die rote Staffel. (= Bd. 36 der Spannende Geschichten).[2] C. Bertelsmann Verlag, Gütersloh 1938.
- Deutsche Kämpfer in der grünen Hölle Kameruns. (= Bd. 42 der Spannende Geschichten). C. Bertelsmann Verlag, Gütersloh 1938.
- ... starben in Flandern. Gütersloh 1938.
- Sommermond in Flandern. Gütersloh 1939.

## Übersetzungen
- Alphonse Daudet: Pariser Heirat. Gütersloh 1952.
- Ion L. Idriess: Lasseters letzter Ritt. Gütersloh 1937.
- Émile Zola: Ein Blatt Liebe. Gütersloh 1952.